# Tomislav Karamarko
Tomislav Karamarko, född 25 maj 1959 i Zadar i Jugoslavien (nuvarande Kroatien), är en kroatisk politiker. Åren 2008–2011 tjänade han som inrikesminister och åren 2012–2016 innehade han tjänsten som Kroatiska demokratiska unionens partiledare. Som partiledare ledde han partiet som då var i opposition till regeringsmakten år 2016. I regeringen Tihomir Orešković innehade han tjänsten som förste ställföreträdande premiärminister.